# 8935 Beccaria
A 8935 Beccaria (ideiglenes jelöléssel 1997 AV13) a Naprendszer kisbolygóövében található aszteroida. P. Sicoli és M. Cavagna fedezte fel 1997. január 11-én.